# グリーゼ687
グリーゼ687（英語: Gliese 687）はりゅう座の方向にある赤色矮星である。地球との距離が約15光年しかなく、地球に近い恒星の1つである。近距離にあるが、肉眼での明るさが9等級のため、観測には望遠鏡が必要である。グリーゼ687は、1年に1.304秒角移動して見える「高速度星」で、視線速度は約29km/sである。海王星ほどの質量を持つ太陽系外惑星が公転している事が分かっている。

## 特徴
| 太陽 | グリーゼ687 |
| ---- | ----------- |
| 太陽 | Exoplanet   |

グリーゼ687は太陽の40%の質量と50%の半径を持つ。太陽と比べて、ヘリウムより重い元素の割合が高い。約60日ほどで自転する。
赤外超過が観測されており、これは、周囲に塵円盤などが存在している可能性がある事を示している。グリーゼ687bと呼ばれる惑星を持っている。質量は地球の約19倍（海王星に匹敵する質量）を持ち、公転周期は38.14日で、軌道離心率は低いとされる。2020年、2つ目の惑星がハビタブル・ゾーン内に発見された。
| 名称 （恒星に近い順） | 質量            | 軌道長半径 （天文単位） | 公転周期 (日) | 軌道離心率  | 軌道傾斜角 | 半径 |
| --------------------- | --------------- | ----------------------- | ------------- | ----------- | ---------- | ---- |
| b                     | 18.394±2.167 M⊕ | 0.16353±0.000043        | 38.14±0.015   | 0.058±0.007 | —          | —    |
| c                     | ≥16 M⊕          | 1.165                   | 727.403       | 0.40        | —          | —    |

## X線
グリーゼ687は、強いX線を放射している。